# Àcid pinèl·lic
L'àcid pinèl·lic, i de nom sistemàtic àcid (E,9S,12S,13S)-9,12,13-trihidroxioctadec-10-enoic, és un àcid carboxílic de cadena lineal amb devuit àtoms de carboni, un doble enllaç trans al carboni 10 i amb tres grups hidroxil {\displaystyle {\ce {-OH}}} als carbonis 9, 12 i 13, la qual fórmula molecular és {\displaystyle {\ce {C18H34O5}}}. En bioquímica és considerat un àcid gras.

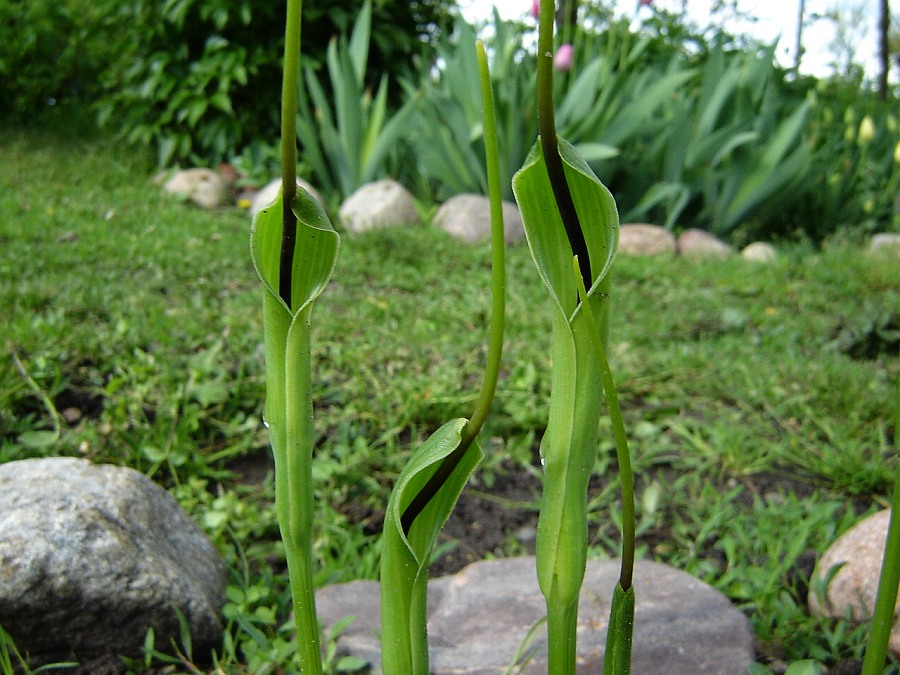
Pinellia ternata

Fou aïllat per primer cop el 2002 per l'investigador japonès Takayuki Nagai i col·laboradors dels tubercles de la Pinellia ternata, una herba perenne pertanyent a la família aràcies i originària del Japó. L'àcid pinèl·lic és el component actiu, i en derivaren el nom del gènere Pinellia. Aquests tubercles s'ha utilitzat àmpliament durant milers d'anys a la Xina per evitar vòmits i pels seus efectes analgèsics i sedants. També s'empra en la medicina tradicional japonesa. Posteriorment ha sigut aïllat de les parts aèries de Salsola tetrandra, del segó de blat, de la tija i de les arrels Ulmus davidiana var. japonica, dels rizomes de la serrana rodona o Cyperus rotundus.
L'àcid pinèl·lic mostra activitat adjuvant oral per administrar la vacuna nasal de la grip HA. S'ha demostrat també que presenta propietats antiinflamatòries.